# Николас Бурдисо
Николас Андрес Бурдисо (на испански: Nicolás Andrés Burdisso) е аржентински футболист, централен защитник. Роден е на 12 април 1981 г.

## Кариера
Стартира професионалната си футболна кариера през 1999 г. в състава на Бока Хуниорс. През лятото на 2004 г. е трансфериран в Интер за сумата от 3 млн. евро. През лятото на 2010 г. преминава официално в Рома за сумата от 7 млн. евро.
От 2003 г. е част от националния отбор по футбол на Аржентина.

## Отличия
Бока Хуниорс
- Аржентина Примера Дивисион (2): Апертура 2000, Апертура 2003
- Копа Либертадорес (3): 2000, 2001, 2003
- Междуконтинентална купа по футбол (2): 2000, 2003

 Интер
- Купа на Италия (2): 2004/05, 2005/06
- Суперкупа на Италия (4): 2005, 2006, 2008, 2010
- Серия А (4): 2005/06, 2006/07, 2007/08, 2008/09

 Национален отбор на Аржентина
- Световно първенство по футбол за младежи (1): 2001
- КОНМЕБОЛ Олимпийска Квалификация (1): 2004
- Златен Медал на Летни олимпийски игри (1): 2004